# Haut ermitage Saint-Sava de Savovo
Pour les articles homonymes, voir Église Saint-Georges.
Le haut ermitage Saint-Sava de Savovo (en serbe cyrillique : Горња испосница Св. Саве у Савову ; en serbe latin : Gornja isposnica Sv. Save u Savovu) est un ermitage orthodoxe serbe situé à Savovo, sur le territoire de la ville de Kraljevo et dans le district de Raška, en Serbie. Il est inscrit sur la liste des monuments culturels de grande importance de la république de Serbie (identifiant no SK 667),.
L'église de l'ermitage est dédiée à saint Georges,.

## Présentation

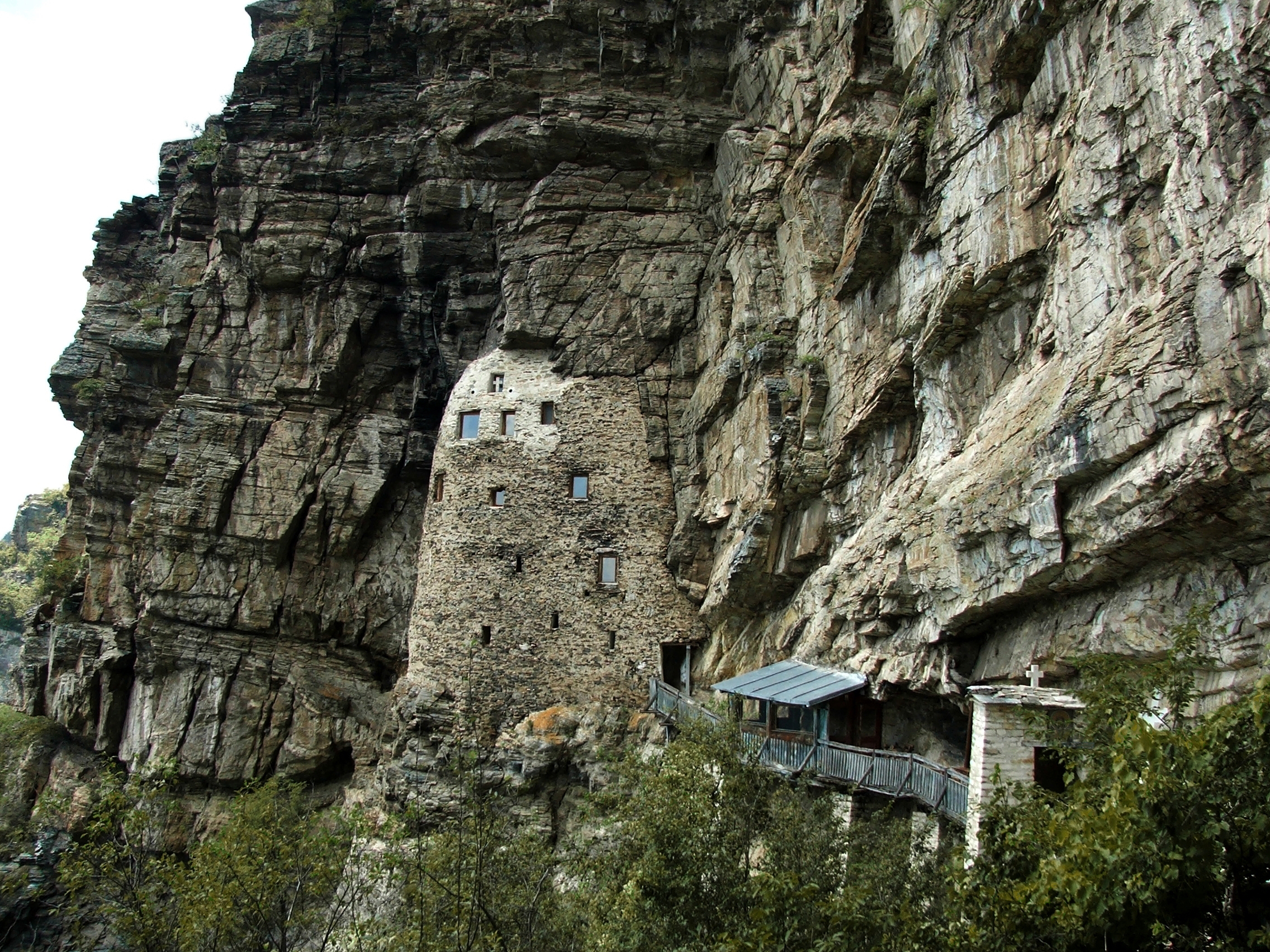
Les cellules des ermites, la passerelle et une porte d'entrée.

L'ermitage est situé sur une falaise abrupte, à une dizaine de kilomètres du monastère de Studenica,. Il a été construit à la fin du XIIe siècle ou au début du XIIIe siècle et est lié à la personnalité et à l'activité littéraire de Sava Nemanjić, le fils de Stefan Nemanja, plus connu sous le nom de saint Sava,.
Les bâtiments les plus anciens, l'église Saint-Georges, un bâtiment résidentiel et une citerne, sont situés sur de petites extensions rocheuses hors de la passerelle qui domine le vide ; à l'ouest et à l'est, cette passerelle est close par des murs munis de portes d'entrée,.
L'église Saint-Georges est accrochée à la falaise par son mur nord. Le bâtiment est construit en pierres concassées ; il est composé d'une nef unique prolongée par une abside demi-circulaire,. À l'intérieur, les murs ont été peints sans doute au début du XVIIe siècle, en même temps que les fresques de l'église de l'Intercession-de-la-Mère-de-Dieu du bas ermitage Saint-Sava de Savovo ; l'on suppose que Georgije Mitrofanović a travaillé dans les deux édifices,.

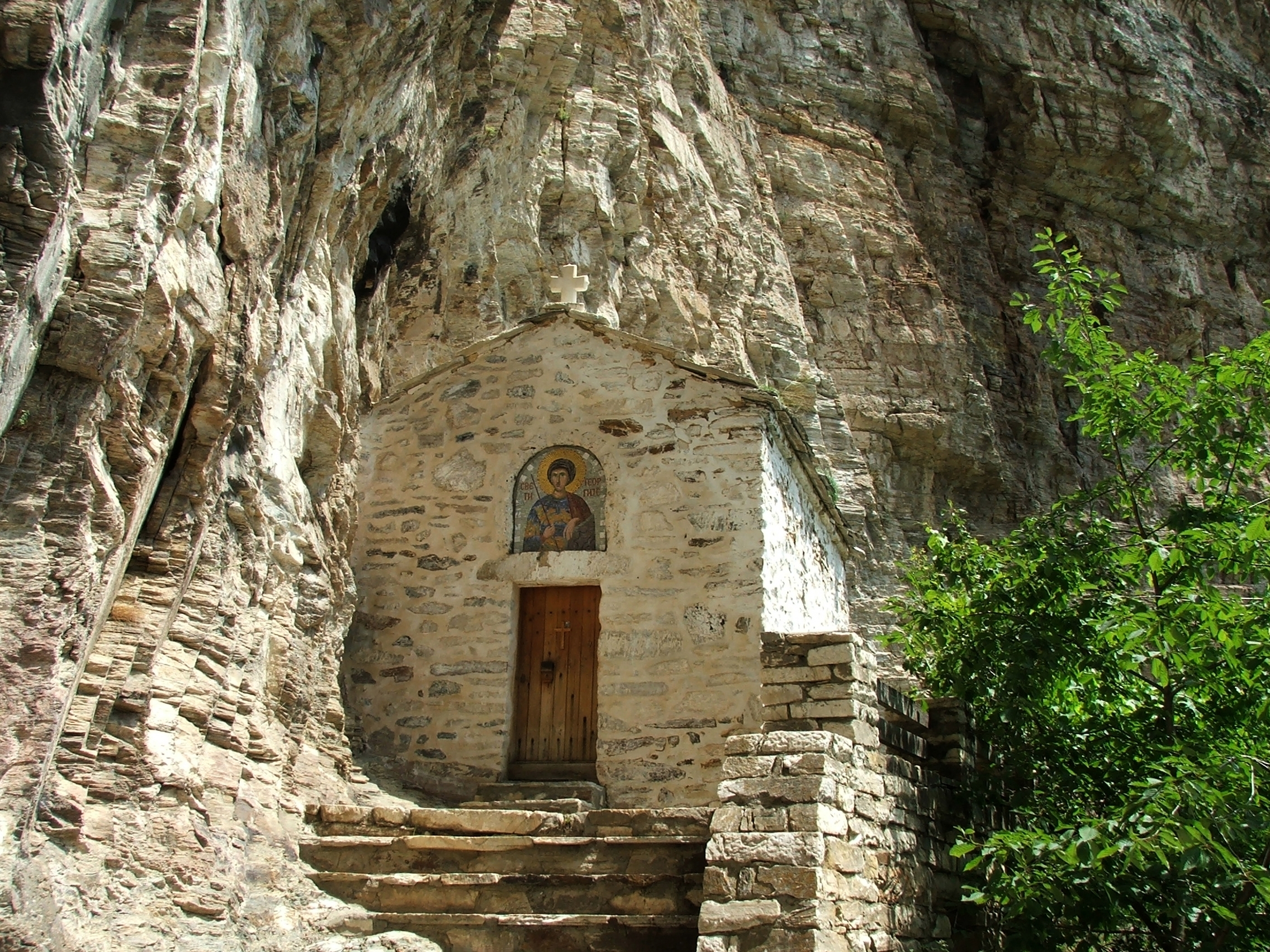
L'entrée de l'église.

La partie résidentielle de l'ermitage, surnommé « la tour », a été construite à l'intérieur d'un évidement dans la roche ; l'intérieur a été divisé en quatre étages grâce à des structures en bois,. Au-dessous de la tour se trouve un bâtiment avec deux pièces construites sur le site d'une source naturelle,.
Les travaux de restauration de l'église et de la tour ont été achevés en 1994,.

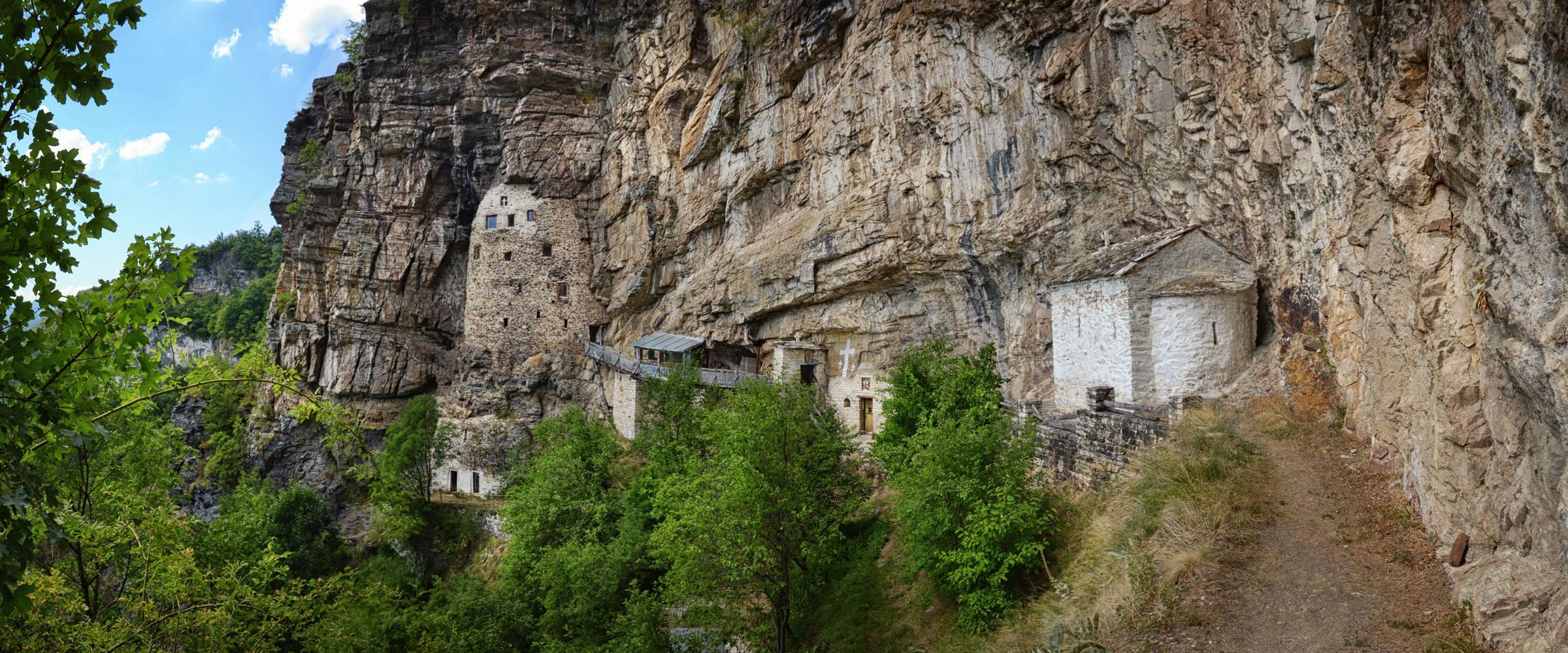
Vue d'ensemble de l'ermitage.